# Antonio Rubio Torres

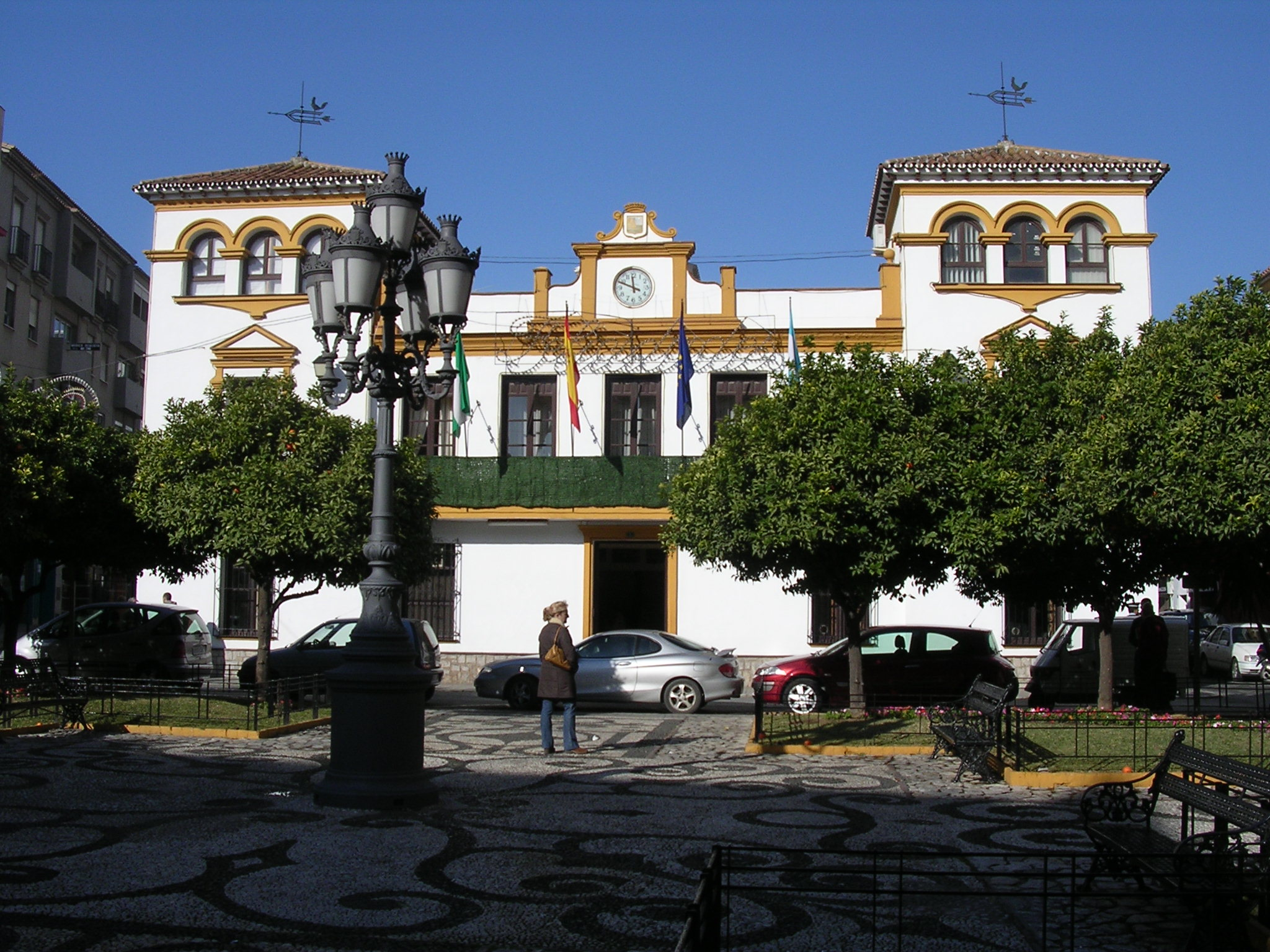
Antiguo ayuntamiento de Fuengirola.

Antonio Rubio Torres (Cádiz, 4 de marzo de 1899 - Madrid, 12 de febrero de 1964) fue un arquitecto español. 
Graduado por la Escuela Superior de Arquitectura de Barcelona en 1927, realizó su obra principalmente en Fuengirola, donde fue arquitecto municipal, Málaga y Arriate, siendo uno de los principales arquitectos que junto a Fernando Guerrero Strachan, Daniel Rubio Sánchez, Arturo de la Villa y Antonio Ruiz Fernández practicó la arquitectura regionalista en la provincia de Málaga. 
Entre sus obras destacan el mercado de Los Boliches (1957) y la reforma de la casa consistorial realizada en 1959, ambas en Fuengirola. En Málaga capital realizó el proyecto del Colegio de sordomudos de la Purísima en Gamarra, del que solo construyó el primer piso debido a su muerte, y numerosas casas residenciales de la zona este de la ciudad, entre las que destacan los nos. 3-5, 11-13 (1941) y 17 (1948) del Paseo de Salvador Rueda.